# Pływanie synchroniczne na Letnich Igrzyskach Olimpijskich 2012
Pływanie synchroniczne na Letnich Igrzyskach Olimpijskich 2012 rozgrywane było od 5 do 10 sierpnia 2012. Konkurencje były rozgrywane na obiekcie Aquatics Centre w Londynie. Na igrzyskach odbyły się dwie konkurencje: duet kobiet i zespół kobiet. Każdy kraj mógł wystawić jeden zespół.

## Medalistki
| Konkurencja:        | Złoto: | Rezultat | Srebro: | Rezultat | Brąz: | Rezultat |
| Duety (szczegóły)   | Swietłana Romaszyna Natalja Iszczenko (RUS) | 197,100  | Andrea Fuentes Ona Carbonell (ESP)                                                                                          | 192,900  | Liu Ou Huang Xuechen (CHN) | 192,870  |
| Drużyny (szczegóły) | Rosja · Anastasija Dawydowa · Marija Gromowa · Natalja Iszczenko · Elwira Chasianowa · Darja Korobowa · Aleksandra Packiewicz · Swietłana Romaszyna · Ałła Szyszkina · Anżelika Timanina | 197,030  | Chiny · Chang Si · Chen Xiaojun · Huang Xuechen · Jiang Tingting · Jiang Wenwen · Liu Ou · Luo Qian · Sun Wenyan · Wu Yiwen | 194,010  | Hiszpania · Clara Basiana · Alba Cabello · Ona Carbonell · Margalida Crespí · Andrea Fuentes · Thaïs Henríquez · Paula Klamburg · Irene Montrucchio · Laia Pons | 193,120  |

## Tabela medalowa
| Miejsce | Państwo                  | Złoto | Srebro | Brąz | Razem |
| ------- | ------------------------ | ----- | ------ | ---- | ----- |
| 1.      | Rosja                    | 2     | 0      | 0    | 2     |
| 2.      | Hiszpania                | 0     | 1      | 1    | 2     |
| 2.      | Chińska Republika Ludowa | 0     | 1      | 1    | 2     |
|         | Razem                    | 2     | 2      | 2    | 6     |